# Yrjö Kilpinen
Yrjö Henrik Kilpinen (ur. 4 lutego 1892 w Helsinkach, zm. 2 marca 1959 tamże) – fiński kompozytor.

## Życiorys
Uczył się gry na fortepianie w instytucie muzycznym w Helsinkach u Erika Furuhjelma (1908−1909, 1911−1912, 1916−1917) oraz prywatnie kompozycji u Toivo Kuuli. Dokształcał się w Wiedniu u Richarda Heubergera (1910−1911) oraz w Berlinie u Paula Juona i Otto Taubmanna (1913−1914). Po ukończeniu edukacji osiadł w Helsinkach, gdzie utrzymywał się jako nauczyciel gry na fortepianie i korepetytor zespołów. Pisywał także krytyki muzyczne. W 1935 roku otrzymał dożywotnią pensję państwową. W 1948 roku został wybrany na członka Akademii Fińskiej.

## Twórczość
Twórczość Kilpinena jest wyjątkowa na tle muzyki XX wieku, obejmuje niemal wyłącznie pieśni, których napisał przeszło 750. Pieśni te uważane są za szczytowe osiągnięcie fińskiej liryki wokalnej. Dalekie są jednak od konwencji romantycznej, kompozytor w warstwie muzycznej sięgał bowiem po pełne archaicznych cech elementy fińskiego folkloru muzycznego. Z tego powodu jego muzyka ma indywidualne rysy, obecne są w niej zwroty skalowe wykorzystujące interwały kwarty, kwinty, septymy i nony. Poza tekstami poetów fińskich Kilpinen sięgał także po utwory innych poetów skandynawskich oraz niemieckich, co zapewniło mu popularność poza granicami ojczystego kraju.

## Ważniejsze kompozycje
(na podstawie materiałów źródłowych)

### Pieśni
- Fantasi och verklighet, słowa Ernst Josephson (1922)
- Reflexer, słowa Pär Lagerkvist (1922)
- Hjärtat, słowa Bo Bergman (1923)
- Tunturilauluja, słowa Vilho Edvard Törmänen (1926)
- Lieder der Liebe, słowa Christian Morgenstern (1928)
- Lieder um den Tod, słowa Christian Morgenstern (1928)
- Sommersegen, słowa Albert Sergel (1933)
- Spielmannslieder, słowa Albert Sergel (1933)
- Grabstein, słowa Hans Fritz von Zwehl (1941)
- Lieder um eine kleine Stadt, słowa Berta Huber (1942)
- Herbst, słowa Hermann Hesse (1942)
- Hochgebirgswinter, słowa Hermann Hesse (1954)

### Utwory fortepianowe
- 6 sonat (wyd. 1943)
- Pastoral-Suite (wyd. 1943)
- Totentanz-Suite (wyd. 1943)
- Sonata na wiolonczelę i fortepian (wyd. 1951)
- Suita na wiolonczelę lub wiolę da gamba i fortepian (wyd. 1939)